# Moustapha Khalil
Pour les articles homonymes, voir Khalil.
 (janvier 2011).
Si vous disposez d'ouvrages ou d'articles de référence ou si vous connaissez des sites web de qualité traitant du thème abordé ici, merci de compléter l'article en donnant les références utiles à sa vérifiabilité et en les liant à la section « Notes et références ».
Mustafa Khalil (18 novembre 1920, Al Qalyubiyah, Égypte - 7 juin 2008, le Caire) est un homme d'État égyptien.

## Biographie
Mustafa Khalil est diplômé en ingénierie de l'université du Caire et a obtenu son master à l'université d'Illinois. Il est spécialisé dans les chemins de fer, et fut nommé ministre des transports en 1954 par le président Nasser. Il assume par la suite la fonction de ministre du logement et de la communication. Il est évincé du gouvernement en 1966 à la suite de désaccords avec les conseillers prosoviétiques du président Nasser, mais revient en 1970 pour réorganiser le paysage médiatique du pays. Il recommande alors de rendre la télévision et la presse indépendante de l'État.
Avant d'assumer le poste de premier ministre, Mustafa Khalil était premier secrétaire de l'Union arabe socialiste, l'unique parti politique en Égypte sous la présidence de Gamal Abdel Nasser. À la suite de l'arrivée de Sadate au pouvoir, Khalil dissout l'Union arabe socialiste pour ouvrir le pays au multipartisme. Le jour avant d'être nommé premier ministre, il rejoint le parti national démocratique de Sadate.
Mustafa Khalil fut Premier ministre du 2 octobre 1978 au 15 mai 1980, et cumula la fonction de ministre des affaires étrangères de 1979 à 1980. Il est connu pour avoir participé aux négociations de paix en 1979 qui aboutirent aux Accords de Camp David entre l'Égypte et Israël.
Mustafa Khalil accompagne le président égyptien Anouar el-Sadate à une visite historique à Jérusalem, la première d'un chef d'état arabe depuis la création d'Israël en 1948, en novembre 1977 pour rencontrer le premier ministre israélien Menahem Begin. Khalil est alors président de l'Union socialiste arabe. La visite de Sadate et Khalil enclenche les négociations du président américain Jimmy Carter, lesquelles aboutissent aux Accords de Camp David en septembre 1978.
L'ancien secrétaire général des Nations unies, Boutros Boutros-Ghali, qui est à ce moment adjoint aux affaires étrangères du premier ministre, et qui a fait le voyage avec Sadate et Khalil en 1977 a déclaré à propos le rôle important que Khalil a joué dans les négociations : “Khalil servit le pays pendant cinquante ans et participa à faire la paix et à créer les bases du développement… Nous continuâmes les négociations pour arriver à un traité de paix irsaélo-égyptien et lancer le processus de paix dans la région.”
Pendant les dernières années de sa vie, il est le président adjoint du parti national démocratique, qui est le parti gouvernant du pays. Il quitte ses fonctions en novembre 2007.
Mustafa Khalil décède le 7 juin 2008 à l'âge de 88 ans dans un hôpital du Caire de maladie non connue pour la presse. Il lui survit sa veuve Nehal, son fils Hisham et sa fille Zeinab. Le président Hosni Moubarak assiste à ses funérailles le 9 juin 2008.